# Aspektfolge
Eine Aspektfolge ist die zeitliche Abfolge der Aspekte – das Erscheinungsbild bzw. Gestaltung eines Ökosystems oder einer Biozönose, die Phänologie – im jahreszeitlichen Verlauf. Sie repräsentiert unterschiedliche Entwicklungszustände eines Ökosystems bzw. von Pflanzengesellschaften.
In der nördlichen gemäßigten Zone werden 6 Hauptaspekte auf dem Festland unterschieden:
- Hiemal-Aspekt: Dieser Aspekt entspricht dem Winter und dauert von November bis März, dabei ist die Vegetation spärlich, die Primärproduktion gering, die Laubstreuschicht stark entwickelt und zahlreiche Tiere befinden sich in der Winterruhe.
- Prävernal-Aspekt: Dieser Aspekt entspricht dem Vorfrühling und reicht von März bis April. Es treten erste Frühjahrsblüher auf, die Baumbelaubung fehlt noch und erste Bodenarthropoden sind aktiv.
- Vernal-Aspekt: Dieser Aspekt entspricht dem Frühling und dauert von Anfang Mai bis Mitte Juni. In diesem Zeitraum entfaltet sich die Belaubung und Vögel sowie Insekten brüten bzw. pflanzen sich fort.
- Aestival-Aspekt: Dieser Aspekt entspricht dem Hochsommer und reicht von Mitte Juni bis Mitte Juli. Es ist die Hauptentwicklungszeit von Pflanzen und Tieren.
- Serotinal-Aspekt: Dieser Aspekt entspricht dem Hoch- und Spätsommer und liegt im Zeitraum zwischen Mitte Juli und Mitte September. In dieser Zeit findet die Alterung der Belaubung statt. Es gibt zudem noch eine hohe Dichte von Zugvögeln und Insekten.
- Autumnal-Aspekt: Dieser Aspekt entspricht dem Herbst und dauert von September bis Ende Oktober. Der Blattfall beginnt und es gibt eine hohe Besiedlungsdichte von Kleinsttieren in der Laubstreu.